# Arroyo Cagancha
Der Arroyo Cagancha ist ein im Süden Uruguays gelegener Fluss.
Er verläuft auf dem Gebiet des Departamento San José und mündet nach etwa 56 Kilometern in den Río San José. An seinen Ufern fand am 29. Dezember 1839 die Batalla de Cagancha (Schlacht von Cagancha) statt.